# Маріна Яніке
Маріна Яніке (нім. Marina Janicke, 19 червня 1954) — німецька стрибунка у воду.
Призерка Олімпійських Ігор 1972 року.
Призерка Чемпіонату світу з водних видів спорту 1970, 1973 років.